# Mihura
Mihura (en euskera: muérdago) es un apellido originario de Navarra en España, ubicándose su casa solar en Zugarramurdi y otra en Urdax; los Mihura de Zugarramurdi que emigraron a América en los siglos XVIII y XIX, eran naturales de este lugar y dueños de Casa Yturria. El primer miembro de la familia Mihura, que puede aparecer indistintamente escrito Migura, Miura o Mura, es un caballero farfán natural de Zugarramurdi, allá por finales de 1300, considerándoselo como el fundador del antiguo y noble linaje navarro. Hay un probar de la nobleza de los Mihura en el País Vasco en 1645 (Ayuntamiento de Fuenterrabía, Hidalguías, libro 29 - reg. 4) con interesante información al respecto, y aunque el apellido se difundió al otro lado de los Pirineos, dada la cercanía de Zugarramurdi con Francia, el apellido es genuino de la provincia de Navarra y uno de los más tradicionales del pueblo vascongado. En Argentina los inmigrantes de este apellido fundaron familias de ricos hacendados ganaderos. En tiempos del rey Alfonso XIII de España, este certificó en el libro que para ellos escribió su ministro Churruca, la nobleza del apellido Mihura y confirmó como escudo de armas para esta linaje: "Un león rampante con diez aspas de oro".
- Datos: Q6015948
- Multimedia: Mihura (surname) / Q6015948